# Megaceras porioni
Megaceras porioni är en skalbaggsart som beskrevs av Roger Paul Dechambre 1981. Megaceras porioni ingår i släktet Megaceras och familjen Dynastidae. Inga underarter finns listade i Catalogue of Life.